# Ematurga meinhardi
Ematurga meinhardi là một loài bướm đêm trong họ Geometridae.